# Chronologie des faits économiques et sociaux dans les années 1770
Chronologie de l'économie
Années 1760 - Années 1770 - Années 1780

## Événements
- 1768-1772 : la valeur annuelle totale du commerce atlantique des colonies de l'Amérique du Nord britannique représente 8,4 millions de livres par an en moyenne[1].
- 1769-1773 : famine catastrophique au Bengale qui aurait coûté la vie à 10 millions de personnes, soit environ 30 % de la population de la région[2].
- 1770 : introduction du giroflier et du muscadier dans les Mascareignes (25 juin 1770[3].
- 1770-1780 : 13 000 esclaves par an sont importés vers Saint-Domingue[4].

- Au début des années 1770, 5 % des contribuables de Boston possèdent 49 % des actifs imposables de la ville. À Philadelphie et à New York, les richesses sont également de plus en plus concentrées[5].
- L’Angleterre exporte pour 4 millions de £ de produits manufacturés vers les Antilles et l’Amérique du Nord, en échange de denrées coloniales (4,5 millions de £, dont 3 pour les West Indies). Il s'y ajoute le trafic de produits bruts entre les colonies insulaires et continentale (1,3 million de £), le transport des esclaves africains (34 000 par an en moyenne), les exportations de produits manufacturés vers l’Afrique (0,7 million de £), l’envoi à Londres de l’or de Guinée[6].

### Australie
- À l'arrivée des Européens, les aborigènes d'Australie, vivent de la chasse de gros et moyen gibier et de la pêche—tâches qui incombent le plus souvent aux hommes—et de la cueillette et collecte de fruits, légumes, racines, céréales, mollusques, larves et petits animaux—tâches assurée par les femmes et les enfants. Elles disposent de bâtons à fouir, de paniers en bois ou en écorce, de pierres à moudre (outil qui n’est généralement pas transporté). Les hommes chassent avec lances à propulseur (woomera), des boomerang ou des pièges. Ils utilisent des filets de pêche.
- Le nomadisme et l’absence d’agriculture rendent l’accumulation de biens et de denrées inutiles. La société est acéphale et égalitaire, et favorise la spiritualité. Les Aborigènes veillent à ne pas surexploiter l’environnement, et ne prélèvent que ce qu’ils peuvent consommer. Ils protègent les végétaux ou les animaux encore jeunes, replantent une partie des tubercules et ressèment une partie des céréales sauvages qu’ils ramassent. Ils brûlent périodiquement certaines zones afin que les graines germent et que l’herbe puisse pousser, ce qui permet d’attirer le gibier. Ils pratiquent des rites de multiplications censés renforcer les facultés de reproduction des espèces naturelles et rappeler aux hommes la place de chaque élément naturel dans le cosmos.
- Dans la cosmogonie aborigène, le Temps du rêve (Tjukurrpa) explique et définit de quelle façon le cosmos est venu à être ce qu’il est. Ce n’est pas un concept chronologique, mais la dénomination du lien permanent qui existe entre le passé et l’avenir, entre ce qui a été et ce qui sera. Il désigne à la fois les créatures ancestrales qui ont modelé le monde et les récits mythiques qui racontent leurs exploits. Toute espèce et tout phénomène naturel sont associés à un héros mythique du Temps du rêve, comme le python Arc-en-ciel (Yurlunggur), les Wandjina, les Deux Frères, le héros Kangourou, les Pléiades, les hommes Tingari… Ces héros ont structuré un monde qui était jadis informe et plat. Les Aborigènes se conçoivent comme les descendants ou l’incarnation de ces Ancêtres du Rêve et ont le devoir de perpétuer leurs histoires par la réitération des mythes, la création et recréation des chants et danses, et par la reproduction de certains graphismes qui relatent et décrivent les itinéraires suivis par les Ancêtres et leurs aventures lors de la création du monde visible.

### Europe
- 1768-1771 : paroxysme de la crise économique au Portugal. Diminution de l’émission des monnaies d’or, chute de 44 % des importations en provenance de la Grande-Bretagne et de 40 % des exportations de sucre du Brésil. Pour l’État, le manque à gagner est considérable. Pombal combat la crise sur ses deux fronts. En métropole, il stimule la création des manufactures (90 avant 1777), en contrôlant les implantations de manière à assurer une répartition homogène sur l’ensemble du territoire. Pour améliorer la qualité, il fait appel à des étrangers, notamment des Français. Au Brésil, Pombal assure la reconversion de l’économie en privilégiant la production agricole aux dépens de la production minière : sucre, coton, tabac, café… Il crée de nombreuses compagnies à monopole (d’Asie en 1753, de Para e Maranha en 1755, des vins du Haut-Douro en 1756…) où sont associés et assurés les intérêts d’actionnaires de la noblesse ou de la grande bourgeoisie. En 1780 le Portugal connait pour la première fois depuis un siècle une balance commerciale positive[7].
- 1770 : suppression de la Ferme dans le Milanais autrichien, replacé par une régie directe[8]. À Parme, la perception est assurée directement par le gouvernement mais on laisse aux fermiers généraux un tiers des revenus à collecter, afin de ménager les intérêts des Français.
- 1770-1776 : avancée des glaciers dans les Alpes et en Islande[9].
- 1770-1781 : suppression des corporations en Toscane[10]. Liberté de travail. La réforme conduit à une crise industrielle provoquée par la faiblesse de l’initiative privée qui n’offre que de rares opportunités d’emploi.
- 1770-1790 : la consommation de coton brut triple en Grande-Bretagne[11].
- 1771 : réglementation de la corvée du gouvernement de Struensee au Danemark[12].
- 1771-1772 : crise agricole en Europe avec deux mauvaises récoltes successives. Hausse de la mortalité en Scandinavie et en Allemagne . En avril 1772 une disette signalée en Norvège est « si affreuse (...) qu'on y fait moudre des écorces d'arbres pour tenir lieu de farine de seigle »[13].

- 1772 : 
  - unification des monnaies en Espagne[14].
  - fondation d’une caisse de prêt pour les veuves et les orphelins en Russie[15].
  - une loi supprime la dérogeance en Pologne[16].
- 1772-1773 : crise financière aux Pays-Bas[13].
- 1773 :
  - fondation de l'Institut des mines en Russie[17].
  - fondation de la manufacture de cotonnades d’Ebreichsdorf en Autriche[18].
  - fondation de l'École navale de Tuzla, à Istanbul, grâce aux cours du baron de Tott. Elle devient école impériale des ingénieurs de la marine en 1784[19], future université technique d'Istanbul.
  - des accords commerciaux donnent à la Prusse le contrôle de Danzig[20].
- 1774 : réforme de l’enseignement élémentaire en Autriche et en Bohême[21].
- 1774-1775 :  fuite de capitaux en Angleterre. La sortie massive du Royaume de pièces d'or et d'argent est compensé pour la première fois par l'émission de billets de banque, et la crise financière n'entraîne pas de crise économique[22].
- 1775 :
  - liberté d’exportation en Toscane qui favorise la production à grande échelle des grands propriétaires au détriment des bas prix agricoles contrôlés par le gouvernement[23]. La production globale de grain augmente mais n’entraîne aucun progrès en matière de justice sociale.
  - 15 juillet 1775[24] : établissement d'un tarif douanier réunissant l'Autriche et la Bohême dans le même espace économique[25].
- 1776 : la banque de Stockholm fait faillite et les billets qu’elle a émis ne sont remboursés qu’à 50 % de leurs valeur d’émission[26].
- 1777 : 
  - libéralisme économique au Portugal après l'éviction de Pombal (viradeira). suppression de la plupart des monopoles et privatisation de quelques manufactures[27].
  - premier éclairage public à Budapest[28].
- 1777-1788 : en Espagne, sur l’initiative du ministre Floridablanca, 200 lieues de routes sont réparées 195 lieues de routes nouvelles construites. Le réseau de caminos reales compte de 10 000 km de routes carrossables en 1708[29].

- 1779 : 
  - le trafic portuaire culmine à Venise[30].
  - rattachement du port franc de Fiume comme corpus separatum de la couronne hongroise ce qui offre à la Hongrie un débouché vers la Méditerranée[31].
  - Catherine II établit la liberté d’entreprise en Russie[32].

#### France

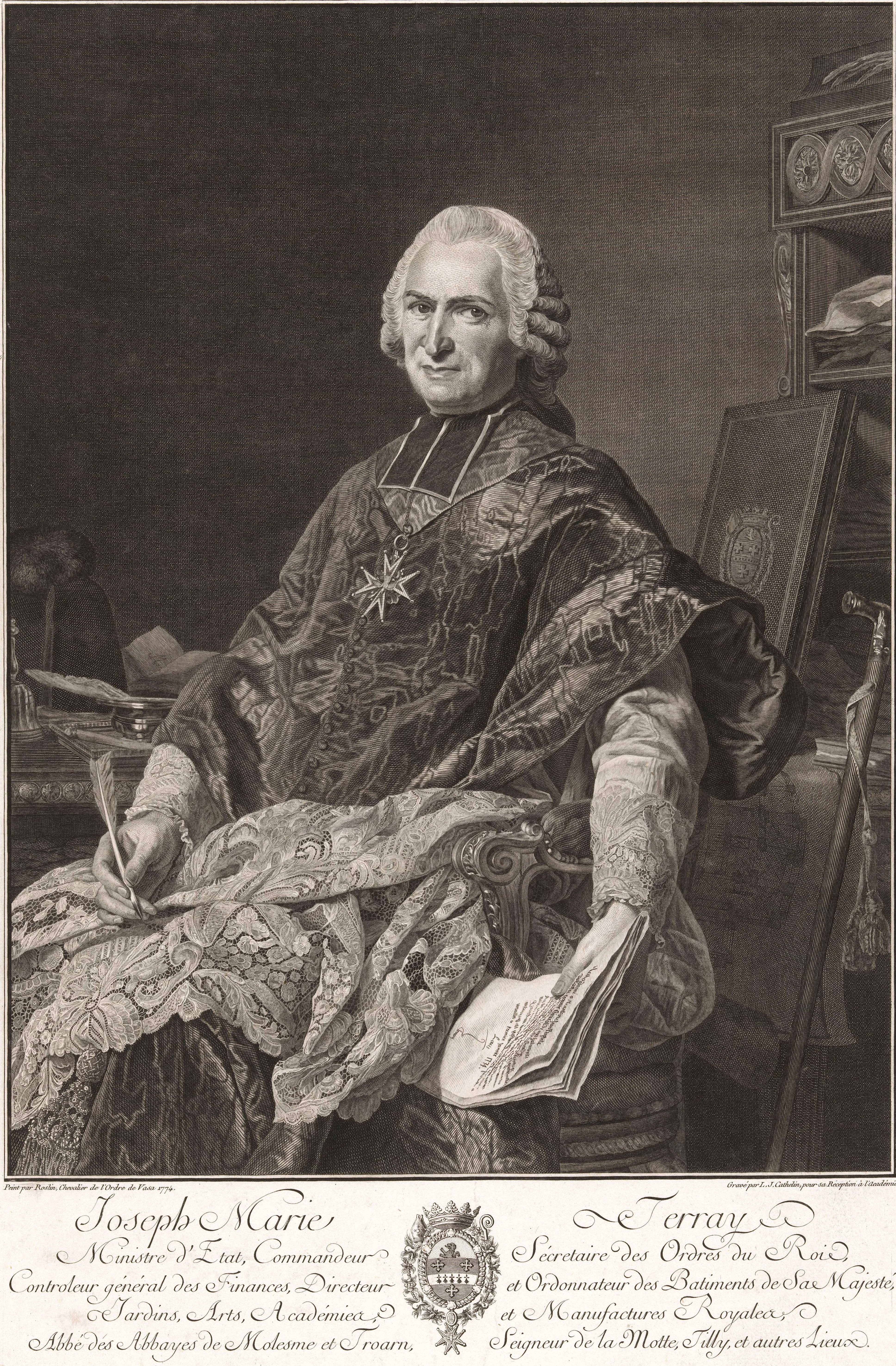
Terray contrôleur général des finances

- 1769-1774 : Terray contrôleur général des finances. Il contribue à résorber une partie de la dette et rétablir la trésorerie grâce à des réformes partielles très nombreuses. Des mesures sont mises en place pour imposer le clergé et la noblesse. Elles sont abolies à la mort du roi[33]. À sa sortie de charge, Terray laisse en France une situation financière saine. Le déficit budgétaire est réduit, voire annulé jusqu’en 1778 (100 millions en 1769, 30 millions en 1774, 22 en 1776). Les dettes de l’État sont réduites de 20 millions[34]. De 1770 à 1775, les dépenses engagées par l’État français baissent de 277 à 234 millions de livres, alors que les recettes du fisc augmentent, par les effets conjugués de l’essor de l’économie et de la hausse du seuil des impôts (de 1770 à 1775, le revenu brut de l’État passe de 318 à 377 millions, le revenu net de 169 à 213 millions). Le déficit baisse substantiellement, passant de 108 à moins de 25 millions dans l’intervalle. 1 200 tonnes d’équivalent argent de dépenses sont engagées par l’État français de 1770 à 1775. Les revenus nets montent à près de 800 tonnes. Le déficit est en recul[35].
- 1771 : le programme de construction navale inauguré en 1763 est en partie abouti : 64 navires de ligne et 50 frégates[36]. La flotte française est la seconde du monde derrière la britannique[37].

- 1774-1790 : la livre tournois est ramenée de 0,31 à 0,29 gramme d’or fin[38]. (4,27 grammes d’argent fin[39]).
- 1774-1776 : mesures libérales de Turgot ; libéralisation du commerce des grains, suppression des corporations, maîtrises et jurandes pour libéraliser le marché du travail... Mais la conjoncture n'est pas favorable et au printemps 1775, après les mauvaises récoltes de 1773 et 1774, des émeutes éclatent dans tout le royaume. La guerre des farines remet en question la liberté de commerce. Les réformes se heurtent à l'inertie des mentalités et à l'opposition des privilégiés et Turgot démissionne en mai 1776[40].
- 1777-1787 : maximum de croissance de l’industrie lainière, soit 1,8 % par an[35].
- 1778-1781 : années chaudes et sèches. Vendanges précoces. Crise de surproduction viticole et baisse des prix (1778-1781)[41].
- 1779 : canicule ; une vague de dysenterie fait 200 000 morts[41].

Le prix constaté du blé évolue en baisse de près d'un tiers au cours de la décennie en France, et dans les mêmes proportions si l'on prend en compte l'évolution parallèle du salaire horaire, selon l'économiste Jean Fourastié, qui a démontré l'importance de l'Histoire de la culture des céréales sur celle de l'économie, également pour cette décennie de tentative ratée de libérer le commerce des céréales:
| Années                                     | 1770 | 1771 | 1772 | 1773 | 1774 | 1775 | 1776 | 1777 | 1778 | 1779 |
| Prix observé du quintal de blé (en livres) | 25   | 24,2 | 22,1 | 21,9 | 19,3 | 21,1 | 17,1 | 17,7 | 19,5 | 18   |
| Prix réel (ajusté du salaire horaire)      | 278  | 269  | 246  | 243  | 215  | 222  | 181  | 187  | 205  | 190  |

## Démographie
- 1772 : la population juive de Pologne atteint le demi-million de personnes, soit 4 % de la population estimée à 12 millions, dont seulement 3,5 millions de Polonais « ethniques »[43]. Le rattachement de la Galicie à la monarchie autrichienne entraîne l’arrivée de nombreux Juifs en Slovaquie[44].
- 1773 : la colonie du Cap compte 20 621 habitants, dont 2 165 agents de la VOC, 8 554 colons et 9 902 esclaves[45].
- 1775 : 
  - trois millions de blancs habitent les Treize Colonies[46]. Les esclaves noirs représentent 21 % de la population des colonies continentales britanniques en 1780[47].
  - Vienne compte 175 000 habitants[48].
- 1776 : la population du Brésil atteint 1,5 million d’habitants dont 24 % de blancs, 24 % de mulâtres, 52 % de noirs. Les Indiens « sauvages » sont peut-être 800 000 pour tout le Brésil[49].
- 1777 : Berlin compte 140 719 habitants[50].

- 27,7 millions d’habitants en France. 60 % des hommes sont alphabétisés dans les villes. De 1772 à 1778, l’accroissement de la population est limité par des crises agricoles et par la réapparition d’épidémies localisée[51].
- La Martinique compte 80 000 habitants, dont trois quarts d’esclaves noir.
- La république des Guaranis au Paraguay compte 110 000 indiens répartis en 38 réductions sous la responsabilité partagée de 83 jésuites.